# (1698) Christophe
(1698) Christophe es un asteroide perteneciente al cinturón de asteroides descubierto por Eugène Joseph Delporte el 10 de febrero de 1934 desde el Real Observatorio de Bélgica, Uccle.

## Designación y nombre
Christophe fue designado inicialmente como 1934 CS.
Más adelante se nombró en honor de un pariente del astrónomo belga Georges Roland.

## Características orbitales
Christophe está situado a una distancia media del Sol de 3,168 ua, pudiendo acercarse hasta 2,846 ua. Su excentricidad es 0,1015 y la inclinación orbital 1,497°. Emplea 2060 días en completar una órbita alrededor del Sol.